# Janez Kranjc

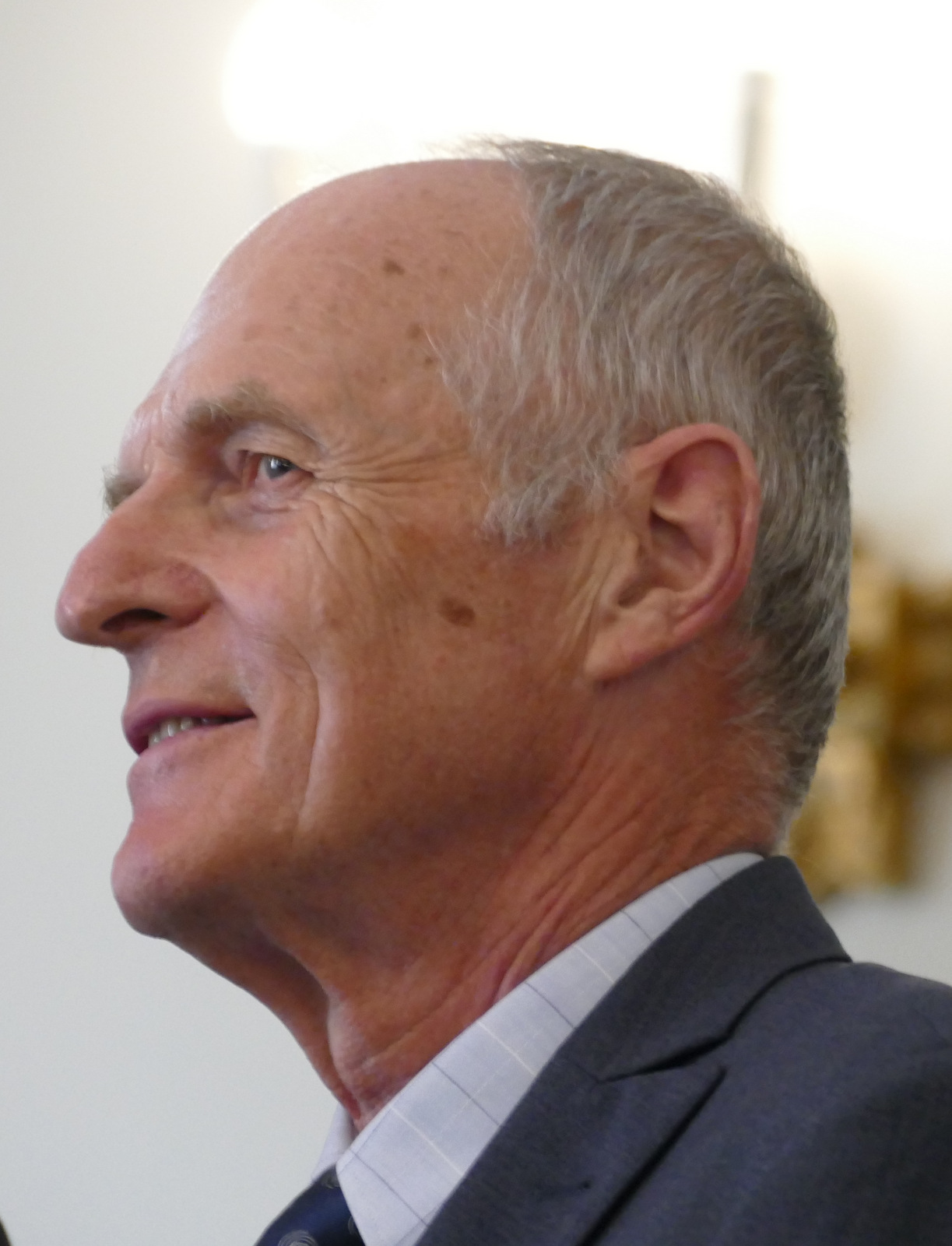
Janez Kranjc

Janez Kranjc (* 11. Mai 1949 in Ljubljana, SFR Jugoslawien) ist ein slowenischer Jurist und Rechtshistoriker.
Kranjc studierte ab 1971 Rechtswissenschaft in Ljubljana, wo er 1980 schließlich promoviert wurde. Es folgten Studienaufenthalte in Wien, Cambridge und Köln, bevor er 1987 zum außerordentlichen Professor für Römisches Recht an der juristischen Fakultät der Universität Ljubljana berufen wurde. Seine Studienschwerpunkte sind das römische Recht, seine Rezeption des Mittelalters, römische Prozessmaximen sowie die ihnen zugrundeliegenden ethischen Annahmen.
Krajnc präsidierte über den slowenischen Justizrat und wurde 2010 mit dem Zoisova nagrada ausgezeichnet.
2012 wurde er zum Mitglied der Academia Europaea gewählt.